# Јањина (Хрватска)
Јањина је насељено место и седиште општине у Дубровачко-неретванској жупанији, Република Хрватска.

## Историја
До територијалне реорганизације у Хрватској налазила се у саставу старе општине Дубровник.

## Становништво
На попису становништва 2011. године, општина Јањина је имала 551 становника, од чега у самој Јањини 203.

### Општина Јањина
| Број становника по пописима | Број становника по пописима | Број становника по пописима | Број становника по пописима | Број становника по пописима | Број становника по пописима | Број становника по пописима | Број становника по пописима | Број становника по пописима | Број становника по пописима | Број становника по пописима | Број становника по пописима | Број становника по пописима | Број становника по пописима | Број становника по пописима | Број становника по пописима |
| --------------------------- | --------------------------- | --------------------------- | --------------------------- | --------------------------- | --------------------------- | --------------------------- | --------------------------- | --------------------------- | --------------------------- | --------------------------- | --------------------------- | --------------------------- | --------------------------- | --------------------------- | --------------------------- |
| 1857                        | 1869                        | 1880                        | 1890                        | 1900                        | 1910                        | 1921                        | 1931                        | 1948                        | 1953                        | 1961                        | 1971                        | 1981                        | 1991                        | 2001                        | 2011                        |
| 1.287                       | 1.259                       | 1.324                       | 1.273                       | 1.510                       | 1.385                       | 1.372                       | 1.322                       | 956                         | 926                         | 881                         | 769                         | 595                         | 555                         | 593                         | 551                         |

Напомена: Настала из старе општине Дубровник.

### Јањина (насељено место)
| Број становника по пописима | Број становника по пописима | Број становника по пописима | Број становника по пописима | Број становника по пописима | Број становника по пописима | Број становника по пописима | Број становника по пописима | Број становника по пописима | Број становника по пописима | Број становника по пописима | Број становника по пописима | Број становника по пописима | Број становника по пописима | Број становника по пописима | Број становника по пописима |
| --------------------------- | --------------------------- | --------------------------- | --------------------------- | --------------------------- | --------------------------- | --------------------------- | --------------------------- | --------------------------- | --------------------------- | --------------------------- | --------------------------- | --------------------------- | --------------------------- | --------------------------- | --------------------------- |
| 1857                        | 1869                        | 1880                        | 1890                        | 1900                        | 1910                        | 1921                        | 1931                        | 1948                        | 1953                        | 1961                        | 1971                        | 1981                        | 1991                        | 2001                        | 2011                        |
| 630                         | 636                         | 708                         | 691                         | 821                         | 742                         | 777                         | 807                         | 581                         | 570                         | 556                         | 476                         | 369                         | 333                         | 256                         | 203                         |

Напомена: У 1981. смањено издвајањем делова насеља у самостално насеље Драче. Од 1857. до 1890. те у 1921. и 1931. садржи податке за насеље Драче.

### Попис1991.
На попису становништва 1991. године, насељено место Јањина је имало 333 становника, следећег националног састава:
| Попис 1991.‍ | Попис 1991.‍ | Попис 1991.‍ | Попис 1991.‍ | Попис 1991.‍ |
| ----------- | ----------- | ----------- | ----------- | ----------- |
|             |             |             |             |             |
| Хрвати      | Хрвати      |             | 329         | 98,79%      |
| Муслимани   | Муслимани   |             | 2           | 0,60%       |
| Срби        | Срби        |             | 2           | 0,60%       |
| укупно: 333 |             |             |             |             |